# Ouratea sipaliwiniensis
Ouratea sipaliwiniensis är en tvåhjärtbladig växtart som beskrevs av Claude Henri Léon Sastre. Ouratea sipaliwiniensis ingår i släktet Ouratea och familjen Ochnaceae. Inga underarter finns listade i Catalogue of Life.